# Bortfeld (Wendeburg)
Bortfeld ist eine Ortschaft der Gemeinde Wendeburg im Landkreis Peine in Niedersachsen.

## Geografische Lage
Bortfeld liegt etwa drei Kilometer nordwestlich der Stadt Braunschweig, südlich der Bundesautobahn 2 und westlich der Bundesstraße 214, auf 76 m ü. NN.

## Nachbarorte
| Sophiental           | Wendeburg                                   | Völkenrode (Braunschweig)  |
|                      | Kompassrose, die auf Nachbargemeinden zeigt | Kanzlerfeld (Braunschweig) |
| Vechelade (Vechelde) | Wedtlenstedt (Vechelde)                     | Lamme (Braunschweig)       |

## Geschichte
Die erste urkundliche Erwähnung des Ortes ist für 1308 nachgewiesen. Nach dem Ort benannten sich die Herren von Bortfeld, die dort lange begütert waren. Am 1. März 1974 wurde das Dorf nach Wendeburg eingemeindet. Die 800-Jahr-Feier fand 1983 statt.

## Politik

### Ortsrat
Der Ortsrat, der Bortfeld vertritt, setzt sich aus sieben Mitgliedern zusammen. Die Ratsmitglieder werden durch eine Kommunalwahl für jeweils fünf Jahre gewählt.
Bei der Kommunalwahl 2021 ergab sich folgende Sitzverteilung:
| Ortsrat 2021Insgesamt 7 Sitze - SPD: 2 - Grüne: 1 - CDU: 4 | Ortsratswahl 2021Wahlbeteiligung: 68,65 % 6050403020100 52,5 %21,3 %21,1 %5,1 % CDUSPDGrüneFDP |

### Wappen
Zwei schräggekreuzte rote Lilienstäbe im silbernen Feld waren das Wappen des Geschlechts von Bortfeld, dessen Stammsitz auf einer Anhöhe westlich der Kirche lag. Berthold von Bortfeld war Ministeriale (Dienstmann) Heinrichs des Löwen. Der Letzte des Geschlechts, Kurt, kämpfte fern der Heimat in venezianischen Diensten gegen die Türken und starb 1685 auf der Heimreise. Die Gemeinde wünschte ausdrücklich, das Andenken an die Herren vom Bortfeld wachzuhalten, und nahm die Lilienstäbe daher als Gemeindewappen an, jedoch in gewechselten Farben in einem gold-blau gespaltenen Schild. Mit den braunschweigischen Landesfarben erinnerte man an die jahrhundertelange Zugehörigkeit zum Land Braunschweig und zugleich zum Landkreis Braunschweig, zu dem Bortfeld als selbständige Gemeinde gehörte, bis es 1974 ein Teil der Gemeinde Wendeburg im Landkreis Peine wurde. So beschloss es der Gemeinderat am 27. Mai 1964 und der braunschweigische Verwaltungspräsident genehmigte es am 4. September desselben Jahres. Entwurf: Wilhelm Krieg.

## Infrastruktur, Religion und Brauchtum

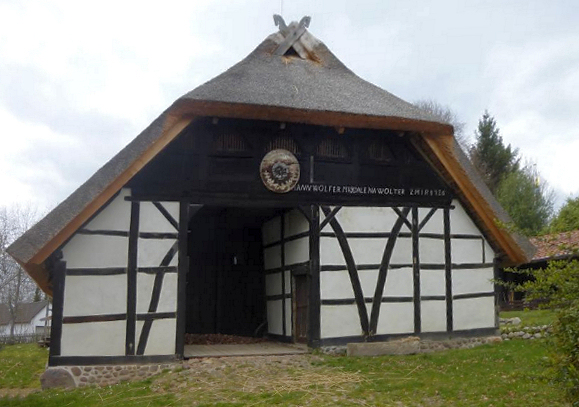
Bauernhausmuseum Bortfeld

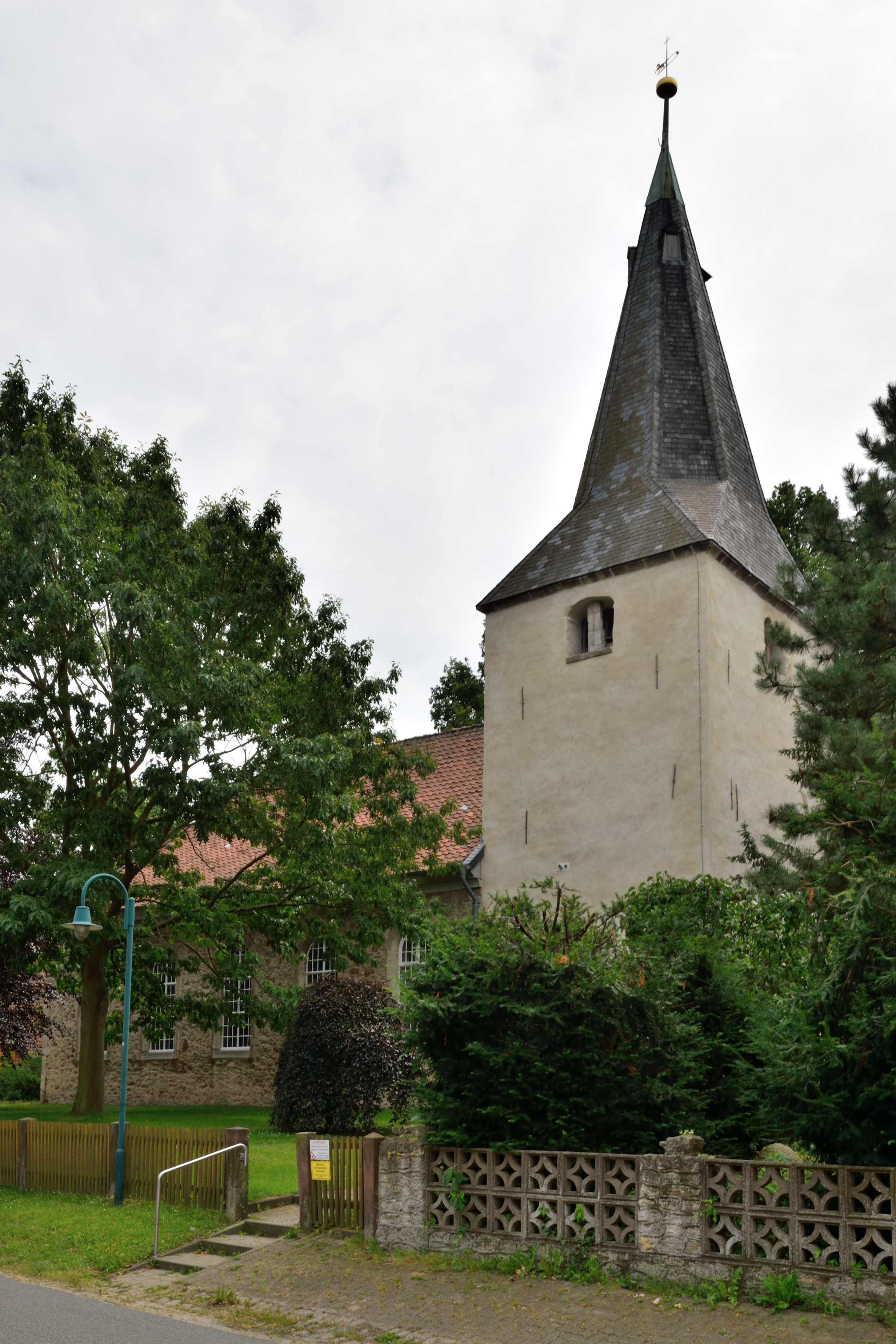
St. Georg

Es gibt eine Grundschule und die Marina Bortfeld, einen Hafen für privat genutzte Sport- und Segelboote mit Zugang zu den Binnenwasserstraßen. Das seit 2009 erschlossene Neubaugebiet rund um die Marina Bortfeld gilt als gehobene Wohnlage, was auch auf die sehr unterschiedlichen, teils avantgardistischen Baustile zurückzuführen ist. Sehenswert sind das 1911 eingeweihte Bauernhausmuseum Bortfeld und die zur Propstei Vechelde gehörige Kirche St. Georg, deren Schiff aus dem Jahr 1721 stammt, mit älterem Turm.

## Vereinsleben
Es gibt die Freiwillige Feuerwehr, die Freiwillige Männerfeuerwehr und weitere ehrenamtlich tätige Organisationen, Vereine und Gruppen.
Bekannte regelmäßige Veranstaltungen sind die Wahl des Bortfelder Mettwurstkönigs, das Fahnenjagen und das Volksfest.

## Söhne und Töchter der Ortschaft
- Heinrich Brandes (1803–1868), Kunstmaler
- Louis Kuhne (1814–1896), Architekt
- Joachim Hinkel (1887–1963), Landrat des Landkreises Wolfenbüttel
- Volker Mudrow (* 1969), Handballspieler und -trainer
- Gerhard Schrader (1903–1990), Chemiker